# Piazza del Congresso
Piazza del Congresso (in sloveno Kongresni trg) è una delle principali piazze situate nel centro storico di Lubiana, la capitale della Slovenia.

## Storia
La piazza fu costruita nel 1821 sulle rovine di un convento di frati cappuccini medievali, abolita durante il regno di Giuseppe II d'Asburgo. La piazza è stata utilizzata per scopi cerimoniali durante il Congresso di Lubiana, dal quale ha poi preso successivamente il nome. Dopo il congresso, è stato creato un parco nei pressi della piazza, denominato parco della Stella (in sloveno park Zvezda) a causa della sua configurazione proprio a forma di stella.
Durante il periodo comunista fu rinominata piazza della Rivoluzione (trg Revolucije) e qualche anno dopo piazza della Liberazione (trg Osvoboditve) anche se la popolazione locale ha continuato ad usare il vecchio nome. Nel 1990 ha riacquistato il suo nome originale.
La piazza ha avuto un ruolo molto importante per la storia slovena moderna. Il 29 ottobre 1918, nel corso di una manifestazione di massa,  fu proclamata nella piazza l'indipendenza dal dominio austro-ungarico e l'istituzione dello Stato degli Sloveni, Croati e Serbi.
Nel maggio del 1945 il leader comunista jugoslavo Josip Broz Tito ha visitato la Slovenia dopo la fine della seconda guerra mondiale e ha tenuto un discorso sul balcone dell'Università di Lubiana.
Il 22 giugno 1988 la prima manifestazione di massa libera si è tenuta nella piazza per chiedere la liberazione di quattro giornalisti sloveni imprigionati dall'esercito jugoslavo. La manifestazione ha segnato l'inizio della primavera slovena culminata nella dichiarazione di indipendenza della Slovenia, il 25 giugno 1991. L'indipendenza è stata richiesta nella dichiarazione di maggio, scritta dall'opposizione democratica slovena e firmata da numerosi movimenti della società civile
Tale dichiarazione fu letta pubblicamente dal poeta Tone Pavček in una manifestazione nella l'8 maggio 1989. Nel giugno del 1999 Bill Clinton è stato il primo presidente americano a visitare la Slovenia ed il 21 giugno si è rivolto pubblicamente alla folla riunita nella piazza leggendo i versi dell'inno nazionale sloveno.

## Monumenti
Diversi importanti edifici si affacciano sulla piazza. Tra questi, c'è la chiesa delle Orsoline della Santissima Trinità in stile barocco, il palazzo del Casino, uno dei pochi edifici neoclassici rimasti a Lubiana dopo il terremoto del 1895, l'edificio dell'Orchestra Filarmonica Slovena ed infine l'Università di Lubiana.
Nel 1852 fu costruita una statua in onore del feldmaresciallo austriaco Josef Radetzky. È raffigurato il maresciallo Radetzky che incoraggiava i suoi soldati in una guerra contro l'esercito italiano, ma fu rimossa sei anni dopo, sostituita nel 1860 con un busto realizzato dallo scultore austriaco Anton Dominik Fernkorn, alto quasi due metri e in bronzo.
Il maresciallo era stato raffigurato nel suo vestito pieno di decorazioni e con una corona di alloro come simbolo di vittoria e gloria. La statua era stata concepita per riflettere la fedeltà alla corona asburgica. La statua è stata rimossa dai "patrioti" nella notte del 30 dicembre 1918 dopo il crollo dell'Impero austro-ungarico e alla fine della seconda guerra mondiale collocato nel Museo nazionale della Slovenia.
Alla fine del 1930 la piazza è stata rinnovata dall'architetto Jože Plečnik, collocando nuovi alberi sul parco. Nel 1940 una statua di re Alessandro I di Jugoslavia creata dall'architetto Lojze Dolinar fu eretta nel centro della piazza. Nel 1941 la statua è stata rimossa dai fascisti durante il periodo di occupazione della città. Nel 1954 dopo l'annessione formale della zona B del Territorio Libero di Trieste alla Jugoslavia è stata collocata un'ancora per simboleggiare l'unione della Slovenia con il Litorale.
Molti altri monumenti spiccano anche sulla piazza, in particolare il memoriale di Jože Plečnik alle donne che hanno protestato contro la detenzione politica dei patrioti sloveni durante l'occupazione italiana della Provincia di Lubiana, una fontana con acqua potabile progettata dall'architetto Boris Kobe e una replica di un monumento romano d'oro trovato tra le rovine di Emona.
Un palco Biedermeier è stato costruito nel 1830 e si trova al centro del parco.

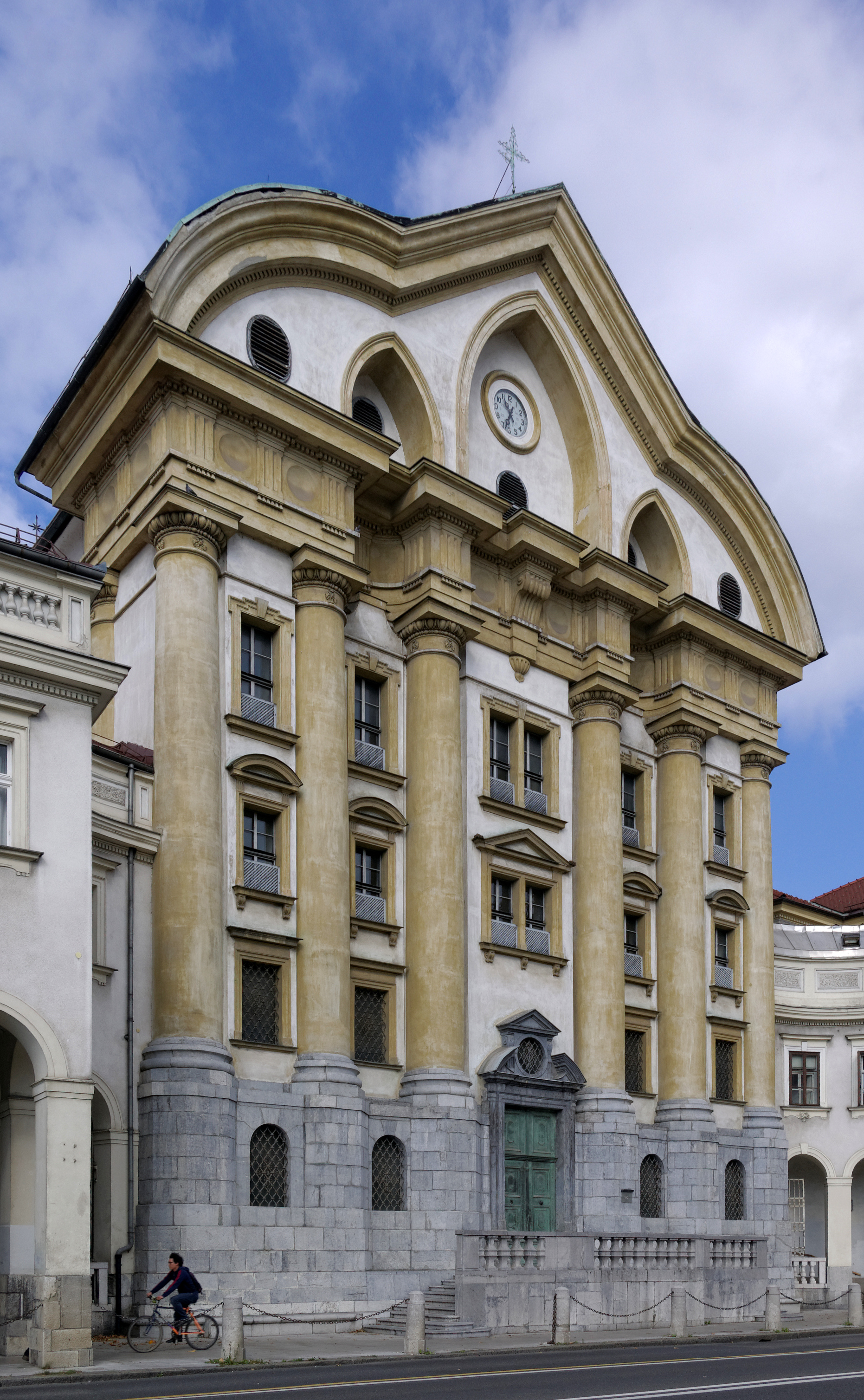
Chiesa delle Orsoline della Santissima Trinità
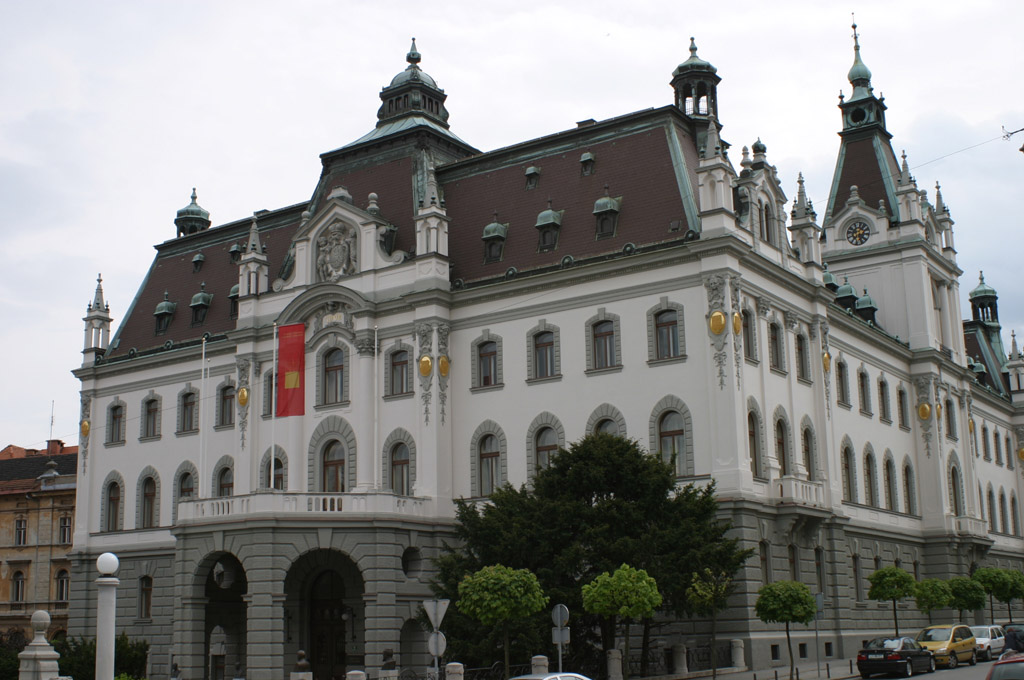
Università di Lubiana
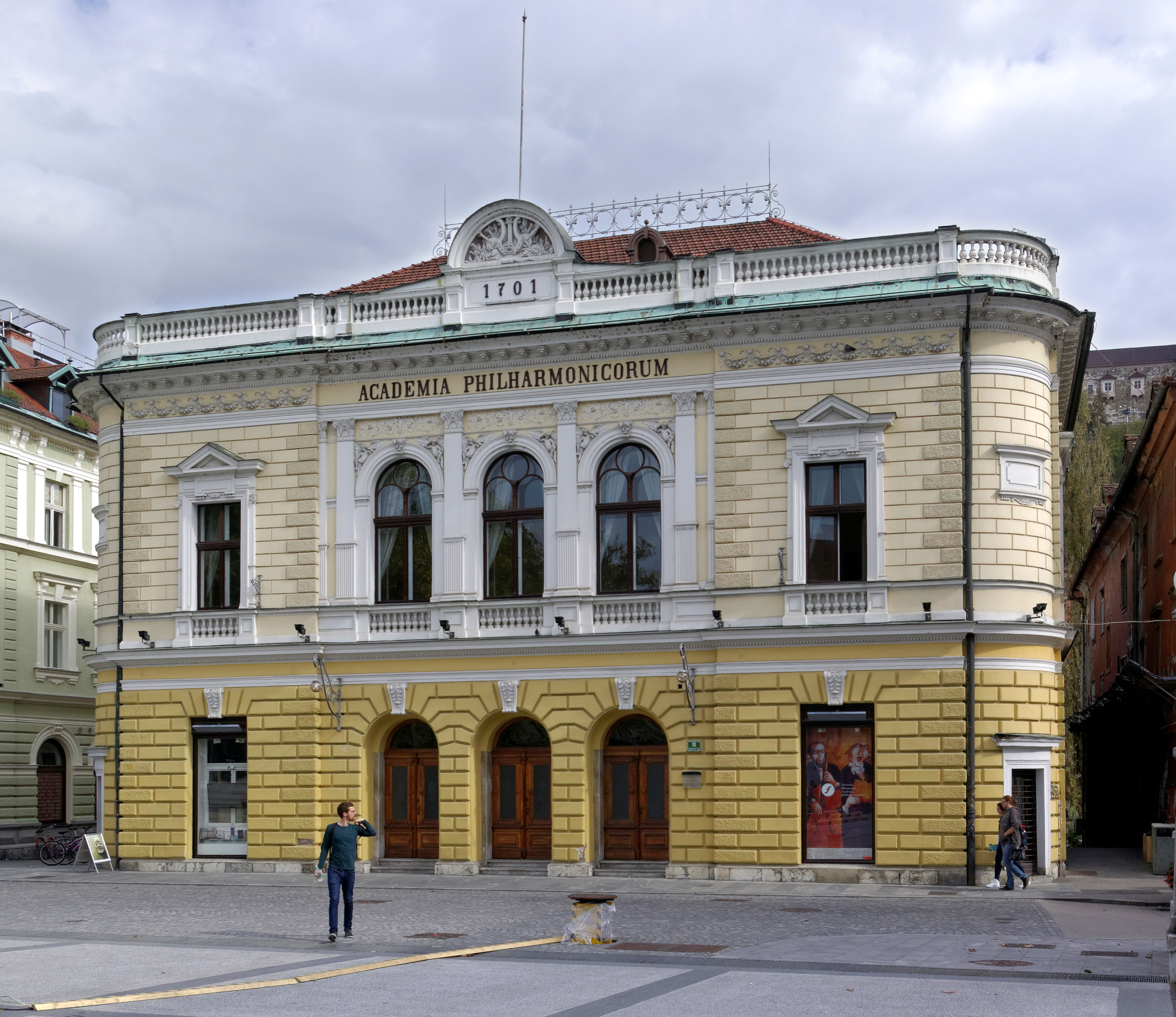
Orchestra Filarmonica Slovena
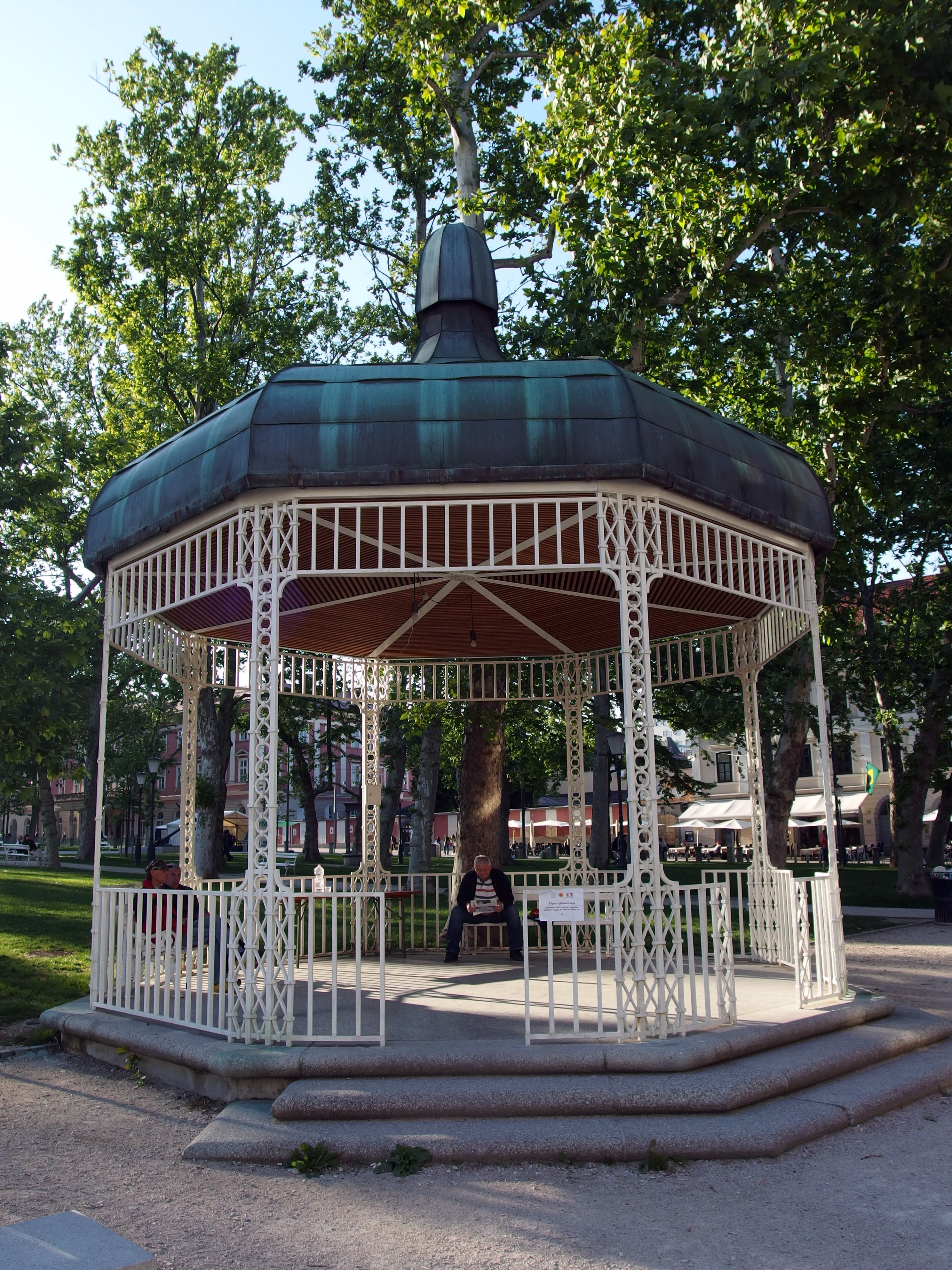
Il palco Biedermeier dell'orchestra
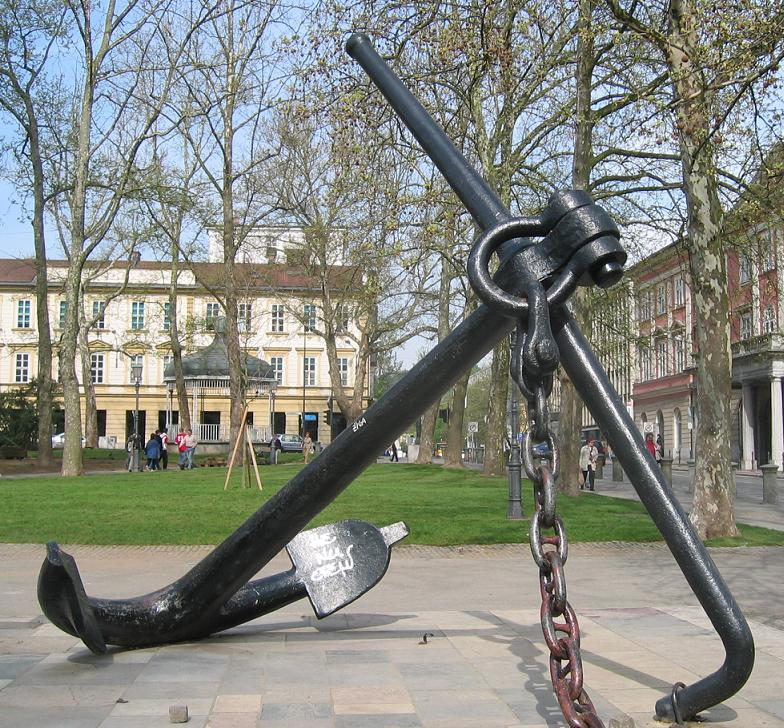
L'ancora, simbolo del Litorale sloveno